# محوطه برد اشکار
محوطه برد آشکار در شهرستان خرم‌آباد، بخش پاپی، دهستان کشور، ۱/۷ کیلومتری غرب روستای دهگاه واقع شده و این اثر در تاریخ ۱۸ اسفند ۱۳۸۷ با شمارهٔ ثبت ۲۵۲۷۰ به‌عنوان یکی از آثار ملی ایران به ثبت رسیده است.